# Структура командования ВМС США
В вертикаль управления ВМС США входят:
- Главное управление ВМС в составе Министерства обороны США с задачами общего и административного руководства ВМС
- Оперативный штаб ВМС для выработки оперативных планов и оперативно-боевого руководства ВМС
- подчинённые им управления ВМС
- оперативные объединения ВМС на заморских ТВД
- отдельные воинские части в виде

а) специализированных и флагманских кораблей и судов 

б) береговых баз и сухопутных частей ВМС.
- Командование и оперативный штаб Корпуса морской пехоты США
- гражданские учреждения и институты ВМС

## Состав Оперативного штаба ВМС США

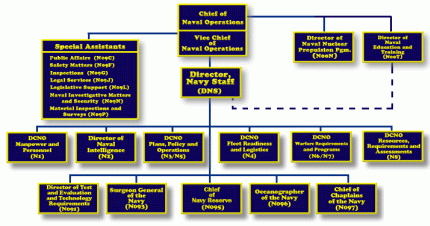
Структура Оперативного штаба ВМС США

Оперативный штаб ВМС (OpNav) включает в себя:
- Главнокомандующего ВМС США
- Первого заместителя главнокомандующего ВМС
- их заместителей и помощников
  - заместителя главнокомандующего по боевой подготовке
  - заместителя главнокомандующего по личному составу/кадрам ВМС
  - заместителя главнокомандующего по инженерно-технической части
  - заместителя главнокомандующего по тыловой части
- начальников управлений и служб ВМС
  - начальника оперативного управления штаба ВМС
  - начальника РУ ВМС
  - начальника управления ядерных ГЭУ ВМС
  - начальника юридического управления ВМС
  - начальника военно-медицинского управления ВМС
  - начальника управления резерва ВМС
  - начальника Гидрографической службы ВМС
  - главного капеллана ВМС
  - главного старшину ВМС
- старших оперативных офицеров штаба ВМС и штаба Корпуса морской пехоты
- старших вольнонаёмных сотрудников главного управления ВМС[1][2].

## Оперативные службы и управления в подчинении Оперативного штаба ВМС США
- Разве́дывательное управле́ние ВМС США (РУ ВМС, англ. Office of Naval Intelligence, ONI)

Разве́дывательное управле́ние ВМС США входит в состав Главного управления ВМС Министерства обороны США. Задачей РУ ВМС является ведение тактической, оперативной и стратегической разведки в интересах ВМС США, информирование министра ВМС США и членов Объединённого комитета начальников штабов (ОКНШ) США по вопросам военно-морской разведки, контрразведки флотов и военно-дипломатических отношений руководства ВМС США с руководством ВМС иностранных государств.
- ОШ ПВ и РЭБ ВМС и 10-й Оперативный флот ВМС США

Оперативный штаб психологической войны (ПВ) и радиоэлектронной борьбы (РЭБ) ВМС отвечает за ведение радиоэлектронной разведки (РЭР), радиоэлектронной борьбы (РЭБ), психологической войны (ПВ) и дезинформации в интересах ВМС США. В оперативном подчинении 10-го ОФ ВМС США находятся корабли электронной и технической разведки, наземные технические разведцентры ВМС, станции технического и спутникового слежения и радиоперехвата ВМС. Управление РЭБ ВМС расквартировано совместно с другими частями психологической войны и РЭБ МО США на территории СВ США «Форт-Мид» (ш. Мэриленд).
- Управление сил СпН ВМС

Управление сил специального назначения ВМС (NAVSPECWARCOM) расквартировано на территории гарнизона десантных сил ВМС «Коронадо» (г. Сан-Диего, Калифорния). Управлению подчинены части и подразделения СпН всех флотов и соединений ВМС США. Части и подразделения СпН ВМС первой линии включают в себя 5400 чел. личного состава, кроме того, 1200 чел. личного состава приписаны к частям резерва ВМС.
- Управление морских перевозок

Управление морских перевозок (MSTS) является самостоятельным управлением Министерства обороны США, в задачи которого входит обеспечение перевозок и доставки морским путём личного состава, техники, вооружения и боеприпасов для обеспечения постоянной боевой готовности частей и подразделений ВС США на различных ТВД. Управление обеспечивает до 95 % объёма всех перевозок по нуждам ВС США. Управлению подчинены 120 транспортных судов ВМС, вдобавок 100 единиц судов находятся в резерве Управления. Экипажи транспортных судов в большинстве своем комлектуются гражданскими специалистами и матросами на вольнонаёмной основе. Также Управление морских перевозок имеет право фрахтовать для своих нужд коммерческие грузовые суда.
- Управление экспедиционных сил ВМС

Управление экспедиционных сил ВМС (NECC) (с 2006 г.) имеет своими задачами организацию отправки экспедиционных сил ВМС на оперативные ТВД, их снабжение и формирование, а также подготовку личного состава. Управлению экспедиционных сил подчиняются следующие подразделения и органы ВМС: инженерно-сапёрный полк ВМС, экспедиционный полк береговой обороны, экспедиционная флотилия патрульных катеров, водолазные части ВМС, части военного строительства ВМС, управление гражданских специалистов ВМС, отдел боевой подготовки экспедиционных сил ВМС, отдел тылового обеспечения экспедиционных сил ВМС, разведывательный отдел, фотографический отдел.
- Управление резерва ВМС

## Инженерно-технические службы и управления в подчиненииГлавного управления ВМСи Главного штаба ВМС США
- Управление кораблестроения

Управление кораблестроения ВМС (УКр ГУ ВМС) является самым большим инженерно-техническим управлением в составе ГУ ВМС. Управление было организовано в 1974 г. в результате слияния Управления корабельных систем ВМС и Управления закупок ВМС. В подчинении УКр ВМС находятся четыре государственные верфи, девять боевых центров (БЦ) ВМС (два БЦ подводных сил и семь БЦ надводных сил), а также административный аппарат УКр, расквартированный на территории Вашингтонской верфи.
Главной задачей УКр ВМС является разработка, постройка и техническое обслуживание кораблей и систем вооружения ВМС США. На расходы кораблестроения и вооружения ассигнуется до четвёртой части общего бюджета ВМС США. На данный момент УКр ВМС координирует работу более чем 150 кораблестроительных и вооруженческих программ ВМС США.
- Управление авиации ВМС

Управление авиации ВМС (УАв) создано в составе ГУ ВМС США в 1966 г. из Управления вооружений ВМС. УАв ГУ ВМС занимается разработкой и постройкой летательных аппаратов и систем вооружения для авиации ВМС, КМП США. Задачей управления является разработка, постройка и техническая приёмка летательных аппаратов, систем вооружения авиации корабельного базирования, постройка технической, материальной и учебной базы авиации ВМС, техническая приёмка, ремонт и обслуживание летательных аппаратов ВМС на кораблях и авиабазах.
УАв ГУ ВМС включает в себя восемь функциональных технических отделов, в обязанности которых входят: организация разработки проектов летательных аппаратов для ВМС и КМП США, контроль за производством, контрактование, закупка и техприёмка материальной части авиации ВМС и КМП США.
- Управление систем связи ВМС

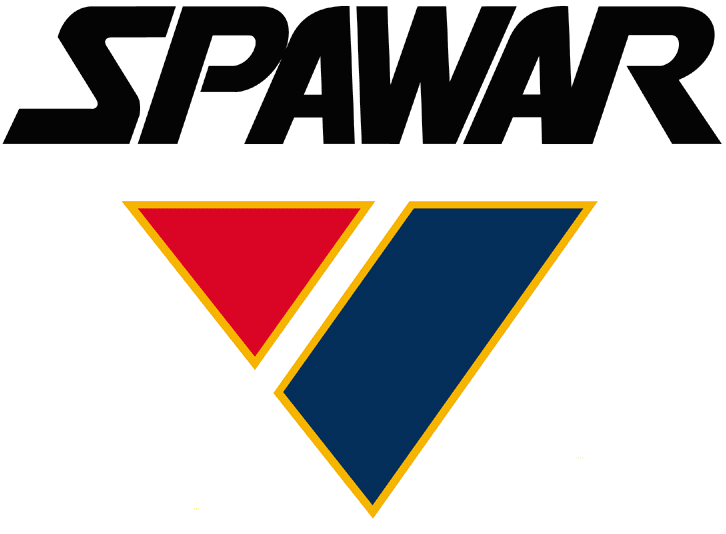
Официальная эмблема Управления систем связи ВМС

Управление систем связи (УСв) ГУ ВМС занимается разработкой и созданием систем электронной и спутниковой связи и технической разведки для нужд ВМС. Средства морской разведки и связи, объединённые в единую информационную систему ВМС, позволяют отдельным частям и подразделениям ВМС и КМП США иметь доступ к максимально актуальной информации на поле боя и ТВД развертывания.
- Управление строительства ВМС

Управление стросительства (УСтр) ГУ ВМС является старейшим из инженерно-технических управлений ВМС США, все его сотрудники являются военными и гражданскими служащими Корпуса инженерных войск ВМС. На данный момент УСтр ГУ ВМС разделено на 10 функциональных технических отделов, которые работают совместно с соответствующими инженерно-строительными службами Главного командования ВМС и Тихоокеанского флота ВМС США.
- Управление службы тыла ВМС

Управление службы тыла (УТ) ГУ ВМС расквартировано в г. Механиксбурге (ш. Пенсильвания). Служба тыла обеспечивает все необходимые потребности ВМС в поставках материалов, оборудования и необходимых припасов для личного состава ВМС, расквартированного на территории США и других государств.
- Управление технических испытаний и приёмки ВМС.[5]

Управление технических испытаний и приёмки (УТП) ГУ ВМС (также Управление опытовых сил) занимается выработкой технической политики ВМС, проведением по заданию главнокомандующего ВМС США испытаний опытных образцов кораблей и систем морского вооружения и выдачей рекомендаций о принятии тех или иных образцов морских систем на вооружение ВМС США. По разрешению главнокомандующего ВМС УТП напрямую работает с формами и организациями, занятыми разработкой опытных образцов морских вооружений и проводит их технические испытания на флоте, для чего управление поддерживает постоянный контакт с командованиями Атлантического и Тихоокеанского флотов ВМС, а также с 6-м ОФ (ОШ ВМС США в Европе).

## Оперативно-штабные структуры командования ВМС США

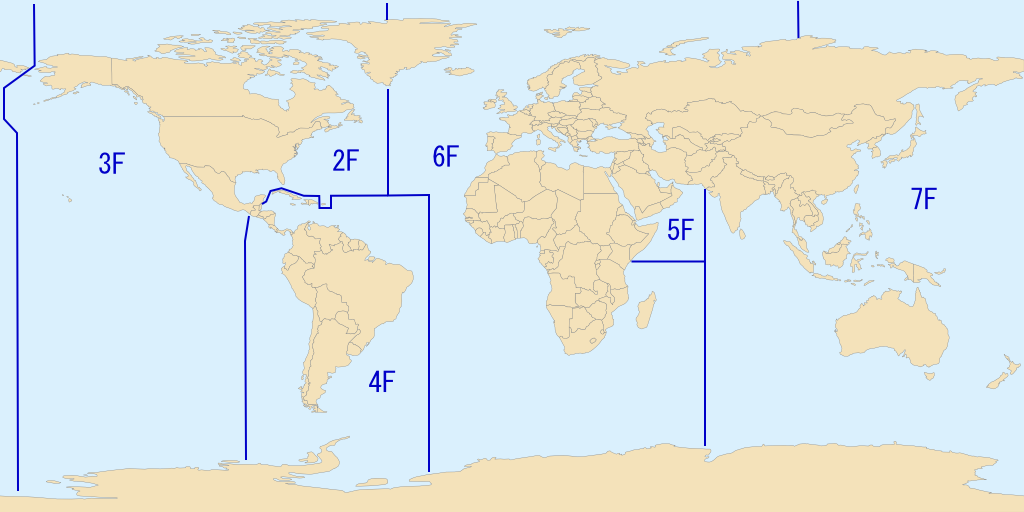
Схема сфер ответственности оперативных флотов США на 2012 г.

### Стратегические объединения ВМС США

#### Структура подчинения ОШ ВМС Объединенным штабам ВС США на глобальных ТВД
Стратегическими командно-штабными структурами стратегических объединений ВМС США передового базирования являются т. н. оперативные штабы (ОШ), которые руководят действиями оперативных и тактических группировок ВМС США на соответствующем стратегическом направлении.
Соответствующие региональные ОШ ВМС на постоянной основе входят в состав объединённых штабов (командований) ВС США:
- Главное командование ВМС/ОШ Атлантического флота (п. Норфолк) входит в состав ОШ ВС на Арктическом ТВД,

но может выделять требуемые силы и средства ВМС ОШ ВС всех стратегических направлений по приказу Министра обороны.
- оперативное управление ВМС («Пёрл-Харбор») в составе ОШ ВС на Тихоокеанском ТВД
- оперативное управление ВМС («Неаполь») в составе ОШ ВС в Европе также выделяет необходимые силы и средства по требованию ОШ ВС на Африканском ТВД
- оперативное управление ВМС (Бахрейн («Бахрейн»)) в составе ОШ ВС на Ближневосточном ТВД
- оперативное управление ВМС (Флорида («Мейпорт»)) в составе ОШ ВС на Южноамериканском ТВД

Оперативная организация военно-морских сил предусматривает организационное подчинение структур ВМС объединённым оперативным штабам (командованиям) ВС США на территории США и на заморских ТВД. В составе ОШ ВС подчиненные им оперативные управления ВМС организуют развертывание частей и соединений ВМС на основных театрах военных действий, проведение боевой и оперативной подготовки и слаживания разнородных соединений, отработку задач взаимодействия различных частей и подразделений ВМС при реализации наступательных и оборонительных задач на море в мирное и военное время.
ПРИМЕЧАНИЕ:
В настоящее время в ВС США функционируют девять структур управления войсками оперативно-стратегического уровня («единых боевых командований» в терминологии ВС США), подчиняющихся в оперативном отношении Объединённому комитету начальников штабов США.
Три отдельных главных управления родов войск на территории США:
- главное управление войск стратегического назначения (бывшее Стратегическое командование ВВС) (ш. Небраска (г. Омаха))
- главное управление войск специального назначения (ш. Флорида, г. Тампа)
- главное управление транспортных войск (ш. Миссури, г. Сент-Луис)).

и шесть передовых оперативных штабов вооруженных сил на региональных ТВД (соответствующие оперативные управления ВМС на ТВД входят в состав объединённых оперативных штабов ВС США):
- ОШ ВС на Арктическом ТВД (ш. Аляска, г. Анкоридж))
- ОШ ВС на Тихоокеанском ТВД (ш. Гавайские о-ва, г. Перл-Харбор))
- ОШ ВС на Европейском ТВД (Германия, г. Штутгарт))
- ОШ ВС на Африканском ТВД (Германия, г. Штутгарт)) (с 2008 г. выделен в качестве отдельной структуры управления из состава ОШ ВС на Европейском ТВД)
- ОШ ВС на Ближневосточном ТВД (ш. Флорида, г. Тампа; Катар, г. Доха))
- ОШ ВС на Южноамериканском ТВД (Панама (г. Бальбоа))

#### Командно-штабные структуры ВМС на территории США
- Главное командование ВМС
- Тихоокеанский флот

#### Командно-штабные структуры (оперативные штабы) передового базирования ВМС США
- оперативное управление ВМС в составе ОШ ВС США в Европе
- оперативное управление ВМС в составе ОШ ВС США на Ближнем Востоке
- оперативное управление ВМС в составе ОШ ВС США в Южной Америке

## Передовые структуры управления объединениями ВМС США
ОФ ВМС США является оперативной командной структурой объединения сил ВМС с подчинением оперативному управлению ВМС в состав ОШ ВС США данного ТВД.
Командным структурам ОФ ВМС США подчиняются все соединения родов ВМС на региональном ТВД. Командные структуры ОФ предназначены для решения оперативно-стратегических задач, разработанных и поставленных соответствующим ОШ ВМС, как во взаимодействии с другими соединениями видов и родов ВС США на ТВД, так и самостоятельно подчиненными силами ВМС и КМП. В оперативном подчинении органов регионального ОФ на ротационной основе находятся соединения и корабли ВМС США из состава Атлантического (Главного командования) или Тихоокеанского флотов ВМС: авианосные, десантнно-амфибийные, противолодочные, а также вспомогательные и технические части. Командующий ОФ ВМС и его штаб размещаются на флагманском корабле ОФ (крейсере УРО или командно-штабном корабле десантных сил).

### Список Оперативных флотов (ОФ) в составе ВМС США (на 2015 г.)
| Главное командование ВМС/Атлантический флот |                              | Постоянной готовности | -                                                                  | Сформировано на базе 2-го ОФ, является главной структурой оперативного управления ВМС. |
| 1-й ОФ                                      |                              | В резерве ВМС         | Тихоокеанский флот ВМС США                                         | Выведен в резерв ВМС в 1973 г. |
| 2-й ОФ                                      | caption= Second Fleet emblem | В резерве ВМС         | Атлантический флот ВМС США                                         | Выведен в резерв ВМС в 2011 г. До этого являлся частью Главного командования ВМС/Атлантического флота ВМС США. |
| 3-й ОФ                                      |                              | Постоянной готовности | Тихоокеанский флот ВМС США                                         | С 1973 г. является преемником 1-го ОФ ВМС. |
| 4-й ОФ                                      |                              | Постоянной готовности | оперативное управление ВМС в составе ОШ ВС на Южноамериканском ТВД | Оперативный флот постоянной готовности ВМС США. Штаб флота дислоцируется в г. Джексонвилль (ш. Флорида). |
| 5-й ОФ                                      |                              | Постоянной готовности | оперативное управление ВМС в составе ОШ ВС на Ближневосточном ТВД  | Оперативный флот постоянной готовности ВМС США. Штаб флота дислоцируется в п. Манама (Бахрейн). |
| 6-й ОФ                                      |                              | Постоянной готовности | оперативное управление ВМС в составе ОШ ВС в Европе                | Оперативный флот постоянной готовности ВМС США. Штаб флота дислоцируется в п. Неаполь (Италия). |
| 7-й ОФ                                      |                              | Постоянной готовности | Тихоокеанский флот ВМС США                                         | Оперативный флот постоянной готовности ВМС США. Штаб флота дислоцируется в база ВМС США «Йокосука», Япония. |
| 8-й                                         | -                            | В резерве ВМС         | Атлантический флот ВМС США                                         | Выведен в резерв ВМС. С марта 1943 г. по март 1945 г. являлся командной структурой десантных сил ВМС США в Сев. Африке. В 1945—1947 гг. являлся оперативной группировкой надводных ударных кораблей Атлантического флота ВМС США.       |
| 9-й                                         | -                            | -                     | -                                                                  | Резервная флотская нумерация |
| 10-й ОФ                                     |                              | Постоянной готовности | Оперативный штаб психологической войны и РЭБ ВМС                   | Ранее являлся оперативным флотом ВМС США в подчинении оперативное управление ВМС в составе ОШ ВС в Европе. Позже в 10-й ОФ были сведены все корабли и береговые части РЭБ ВМС, ему же приданы части психологической войны (ПВ) ВМС США. |
| 11-й                                        | -                            | -                     | -                                                                  | Резервная флотская нумерация |
| 12-й ОФ                                     | -                            | В резерве ВМС         | оперативное управление ВМС (п. Неаполь) в составе ОШ ВС в Европе   | Выведен в резерв ВМС в 1947 г. |

### Оперативные группы ВМС США
Соединения ВМС подразделяются на оперативные группы ВМС, которые обозначаются номером оперативного соединения с добавлением через точку номера группы (например, 60.1 -авианосная группа, 60.5 — группа кораблей боевого охранения 60-го авианосного соединения 6-го оперативного флота и т. д.).
Группы состоят из отрядов, а последние — из элементов. Обозначения отрядов (и элементов) включают номер соединения с добавлением через точку номера отряда (например, 60.1.2 — обозначает 2-й отряд 1-й группы 60-го оперативного соединения).
В состав соединений, групп и отрядов могут включаться надводные корабли, подводные лодки, самолёты и вертолёты авиации флота и морской пехоты, подразделения и части наземных сил морской пехоты.
Оперативные группы ВМС США подчиняются:
- на переходе к месту оперативного развёртывания — штабу Тихоокеанского или Атлантического Флота ВМС США (в зависимости от маршрута перехода)
- после прибытия на место оперативного развёртывания — штабу соответствующего номерного флота, временно входя в его состав и подчиняясь в оперативном отношении.

ОФ ВМС США носят цифровые обозначения.
Чётными номерами обозначаются Оперативные флоты в зоне Атлантического океана (Восточное полушарие, включая Европейскую зону):
- 2-й ОФ (до сентября 2011 г.)
- 4-й ОФ
- 6-й ОФ

#### Силы ВМС США в Южной Атлантике

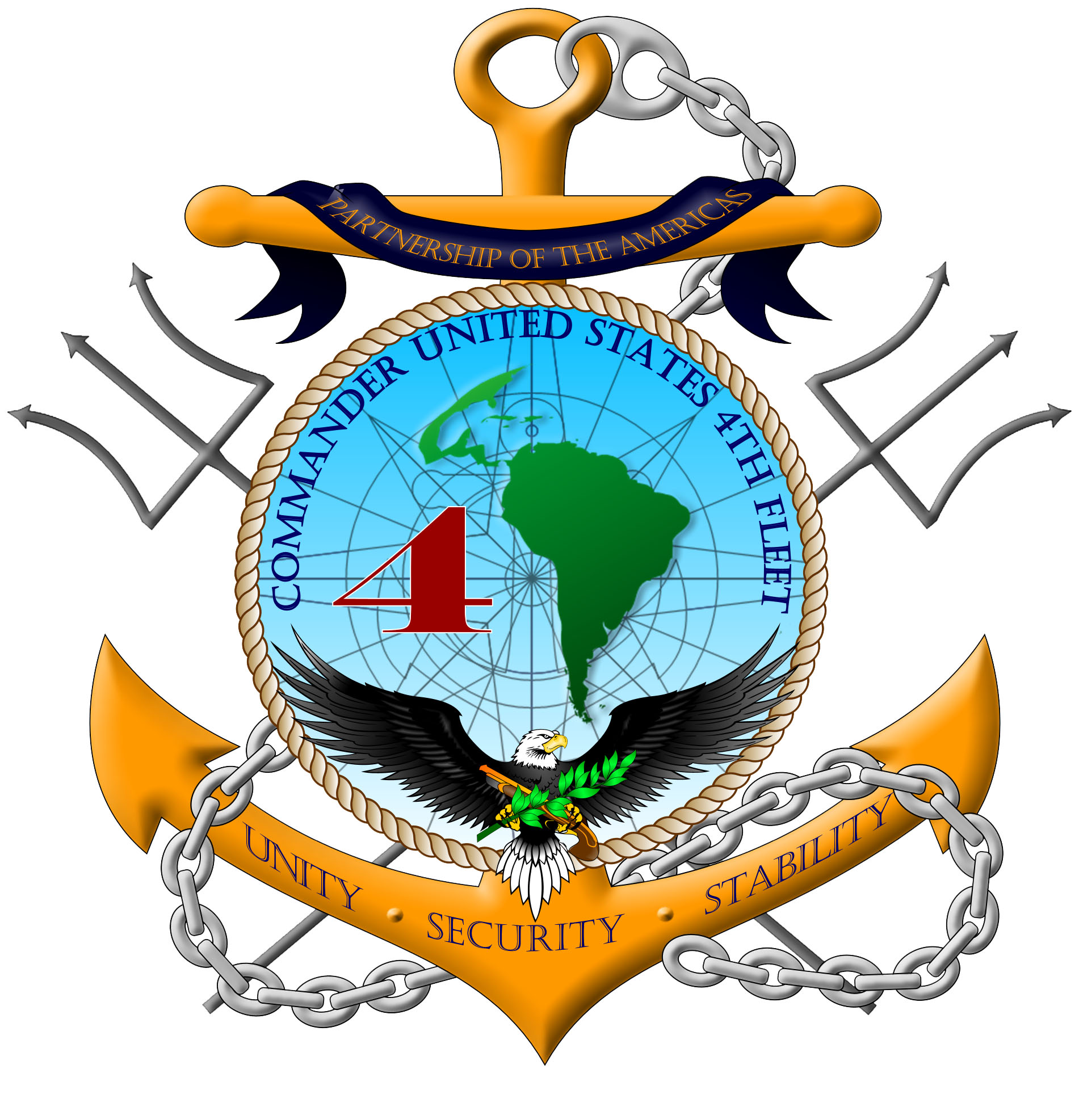
Эмблема 4-го ОФ ВМС США

- 4-й Оперативный флот

#### Силы ВМС США в Европе—6-й Оперативный флот
ОШ ВМС на Европейском ТВД — Неаполь (Италия)
Основной порт базирования 6-го флота ВМС США — п. Гаэта (80 км от Неаполя).
Флагман 6-го флота ВМС США — командно-штабной корабль типа «Блю Ридж» «Маунт Уитни».

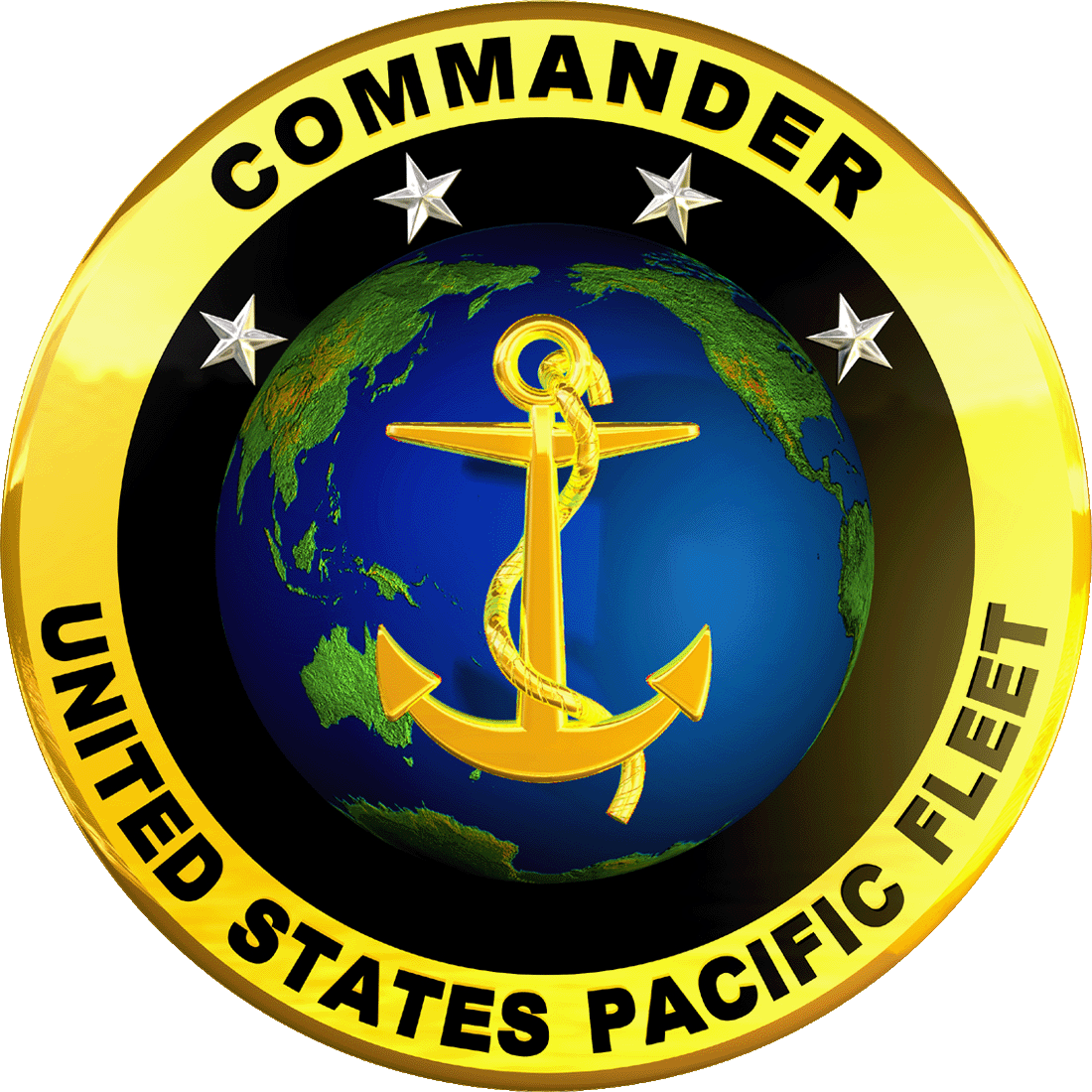
Эмблема командующего Тихоокеанским флотом США

6-й ОФ является флотом передового базирования ВМС США и постоянно действует в бассейне Средиземного моря. В соответствии с военной организацией НАТО он является ударным флотом блока на Южно-Европейском ТВД. В его состав входят соединения и части всех родов военно-морских сил: флота, авиации ВМС и морской пехоты.
Корабельный состав группировки ВМС в зоне оперативной ответственности органов 6-го ОФ обычно насчитывает:
- 1—2 АВМА (всего до 80—120 ед. авиации ВМС)
- 3—4 КР УРО
- 15—20 ЭМ УРО и фрегатов
- несколько ПЛА
- несколько УДК (с эбн КМП США на борту)
- 5—6 буксиров и спасательных кораблей
- 10—12 транспортов и судов тылового обеспечения.
- до 25 000 чел. личного состава.

6-й ОФ комплектуется на ротационной основе за счёт боеготовых кораблей, частей авиации ВМС и морской пехоты Атлантического флота ВМС США, прибывающих на Средиземное море на срок от шести до восьми месяцев. Исключение составляет флагманский корабль 6-го ОФ, который находится в Средиземном море бессменно в течение двух-трёх лет. При обострении обстановки в Южной Европе и Средиземноморье группировка 6-го ОФ может быть усилена кораблями из состава Атлантического флота ВМС США.
Нечётными номерами обозначаются Оперативные флоты в зоне Тихого и Индийского океанов (Западное полушарие):
- 3-й ОФ
- 5-й ОФ
- 7-й ОФ

#### Силы ВМС США в восточной части Тихого океана—3-й Оперативный флот
Оперативным органом управления частями и соединениями ВМС США в восточной части Тихоокеанской зоны является 3-й Оперативный флот 
Зона ответственности 3-го ОФ ограничивается с запада меридианом 160° восточной долготы (960 км восточнее о. Гуам).
Корабельный состав группировки ВМС в зоне оперативной ответственности органов 3-го ОФ ВМС США составляет обычно 2-4 многоцелевых АВ и до 60 кораблей основных классов. Береговой штаб командующего дислоцируется в п. Пёрл-Харбор, походный — на флагманском корабле.
В мирное время большая часть кораблей и судов 3-го ОФ базируются на западное побережье континентальной части США и на Гавайских островах, находясь в различной готовности к выходу в море.

#### Силы ВМС США в Японии—7-й Оперативный флот
Оперативным органом управления частями и соединениями ВМС США в Японии является 7-й Оперативный флот

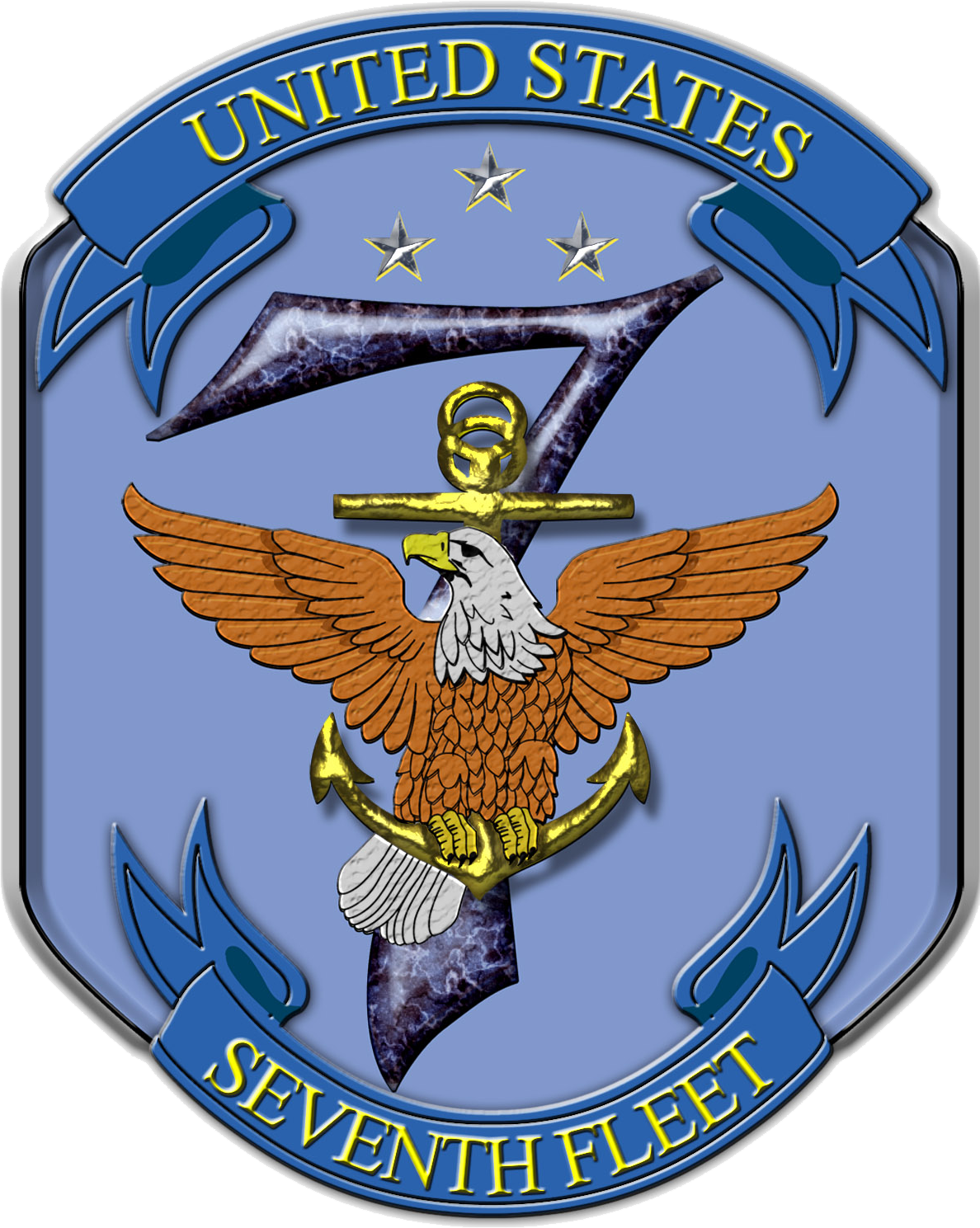
Эмблема 7-го ОФ ВМС США

7-й ОФ организует управление силами передового базирования Тихоокеанского флота США и несёт ответственность за ВМС США, находящиеся в западной части Тихого океана. Зона ответственности 7-й ОФ ограничивается: с севера Беринговым проливом и с юга Антарктикой; с востока — меридианом 160° восточной долготы (граница с зоной ответственности 3-го ОФ), с запада — по меридианом 90° восточной долготы (включая восточную часть Индийского океана).
Корабельный состав группировки ВМС в зоне оперативной ответственности органов 7-го ОФ составляет обычно 55—60 кораблей и вспомогательных судов, в том числе:
- 2 АВМА с ядерной ГЭУ
- 4—5 КР УРО
- 18—20 ЭМ УРО и фрегатов
- 5 ПЛА
- 8 УДК
- 5—6 буксиров и спасательных кораблей
- 10—12 транспортов и судов тылового обеспечения.

Общая численность личного состава группировки флота — 55-60 000 л/с ВМС США и КМП США.
Корабли 7-го ОФ заменяются через 6—8 месяцев, исключение составляют постоянная группировка 7-го ОФ в Японии (флагманский корабль группировки, АВМА постоянной приписки, дислоцированные в Японии крейсера УРО, дивизионы эсминцев УРО, дивизионы вспомогательных судов тылового обеспечения), которые заменяются по плану ротации сил первой линии раз в 2—3 года.

#### Силы ВМС США в Персидском заливе—5-й Оперативный флот
Оперативным органом управления частями и соединениями ВМС США в регионе Ближнего Востока является 5-й Оперативный флот
Порт базирования — п. Манама, Бахрейн
Зона ответственности
Индийский океан, Красное море, Персидский залив, Оманский залив
Списочный корабельный состав любого из ОФ не является постоянным. Периодически подчиненный каждому ОФ корабельный состав заменяется боеготовыми кораблями и частями из соответствующих (надводных, подводных, десантных и т. п.) сил Атлантического и Тихоокеанского флотов.
Состав и организация сил и средств ВМС, находящихся в подчинении конкретного ОФ могут варьироваться по решению Объединённого штаба ВМС США и зависят от характера конкретных оперативных задач, поставленных ОШ ВМС в регионе.
Подчиненным ОФ соединениям ВМС (АУГ, АДГ и т. п.) присваиваются двузначные номера, где первая цифра указывает на принадлежность к оперативному флоту, а вторая — на порядковый номер соединения (например, за № 0 обычно идет соединение авиации ВМС, находящееся в подчинении данного ОФ, за № 1 — универсальное десантное соединение в подчинении ОФ, за № 2 — соединение сил КМП США в подчинении ОФ).
Таким образом, термин «оперативное соединение № 60» (6-0) указывает на АУГ 6-го ОФ ВМС США, № 61 (6-1) — на УДГ 6-го ОФ ВМС США, № 62 (6-2) — на силы КМП США, в оперативном отношении подчиненные 6-му ОФ ВМС США и т. д.

## Главное командование ВМС/Атлантический флот

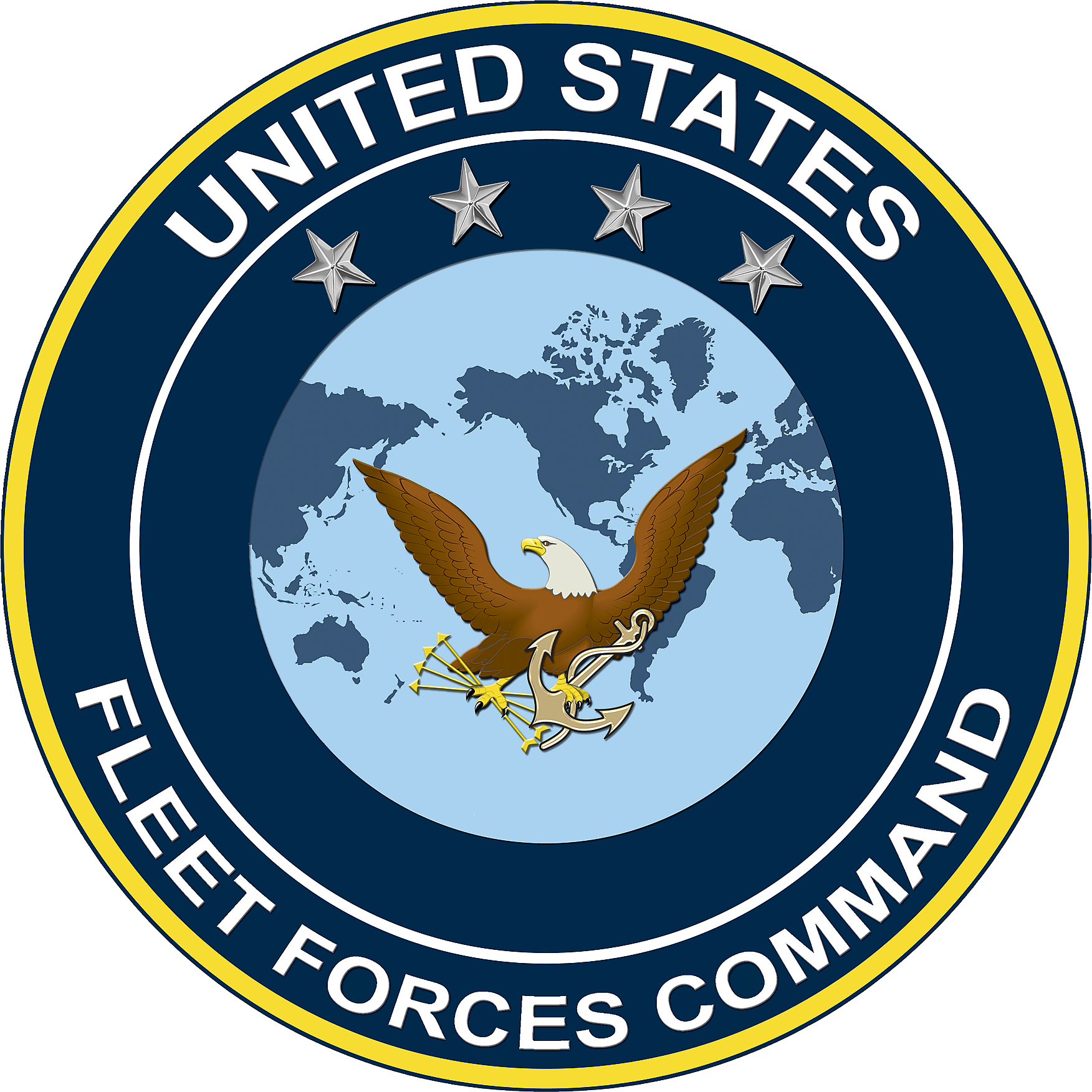
Эмблема Главного командования ВМС США

Главное командование ВМС/Атлантический флот выполняет роль центрального командования сил ВМС и включает в себя главные штабы и органы управления дислоцированных на различных ТВД надводными, подводными и десантными силами и отдельными частями ВМС, главный штаб авиации ВМС, а также соответствующие управления тыла и обеспечения.
- Командующий надводными силами ВМС в Атлантике
- Командующий подводными силами ВМС в Атлантике
- Командующий силами авиации ВМС в Атлантике

4-й ОФ

6-й ОФ

## Подводные силы
(6 дивизий ПЛ, 34 ПЛА, 15 000 чел. личного состава)
| Наименование соединения                          | Эмблема | Порт приписки                     | История формирования | Состав                                                                     |
| ------------------------------------------------ | ------- | --------------------------------- | -------------------- | -------------------------------------------------------------------------- |
| 6-я дивизия ПЛ (Submarine Squadron 6)            |         | ВМС «Норфолк» (ш. Вирджиния)      |                      | 8 ед. ПЛАРК (типа «Лос-Анджелес»)                                          |
| 2-я группа ПЛ Submarine Group 2, COMSUBGRU Two   |         | ВМС «Нью-Лондон» (ш. Коннектикут) |                      | 16 ед. ПЛАРК (типа «Лос-Анджелес») 2-я дивизия ПЛ 12-я дивизия ПЛ          |
| 10-я группа ПЛ Submarine Group 10, COMSUBGRU Ten |         | ВМС «Кингс-бей» (ш. Джорджия)     |                      | 8 ед. ПЛА (типа «Огайо») (6 ПЛАРБ/2 ПЛАРК) 16-я дивизия ПЛ 20-я дивизия ПЛ |
|                                                  |         | Portsmouth NSY (ш. Мэн)           |                      | 3 ед. ПЛАРК (типа «Лос-Анджелес»)                                          |

## Силы авиации ВМС
(40 000 чел. личного состава)
- 4 АУГ
- 5 флагманских АВМА
- 5 ОАП ВМС

## Десантные силы
2-е экспедиционное соединение морской пехоты (2 ЭСМП)
- 2-я дивизия морской пехоты (2 дмп) («Кэмп-Леджен» (Северная Каролина))
- 2-е авиационное крыло морской пехоты (2 акмп) (военные аэродромы КМП США: «Черри-Пойнт», «Нью-Ривер» (Южная Каролина), «Бофорт» (Северная Каролина))

## Тихоокеанский флот США
- Командующий надводными силами ВМС на Тихом океане
- Командующий подводными силами ВМС на Тихом океане
- Командующий авиацией ВМС на Тихом океане

3-й ОФ
5-й ОФ
7-й ОФ

## Подводные силы
(6 дивизий ПЛ, 34 ПЛА, 15 000 чел. личного состава)
| Официальное название                  | Эмблема | Порт приписки                              | История формирования | Состав                             |
| ------------------------------------- | ------- | ------------------------------------------ | -------------------- | ---------------------------------- |
| 1-я дивизия ПЛ (Submarine Squadron 1) |         | «Пёрл-Харбор» (ш. Гавайи)                  |                      | 10 ед. ПЛАРК (типа «Лос-Анджелес») |
| 7-я дивизия ПЛ (Submarine Squadron 7) |         | «Пёрл-Харбор — Хикэм» (ш. Гавайи)          |                      | 11 ед. ПЛАРК (типа «Лос-Анджелес») |
| 11-я дивизия ПЛ Submarine Squadron 11 |         | «Пойнт Лома» (г. Сан-Диего, ш. Калифорния) |                      | 7 ед. ПЛАРК (типа «Лос-Анджелес»)  |
| 15-я дивизия ПЛ Submarine Squadron 15 |         | «Гуам» (о. Гуам)                           |                      | 3 ед. ПЛАРК (типа «Лос-Анджелес»)  |
| 17-я дивизия ПЛ Submarine Squadron 17 |         | «Китсап» (ш. Вашингтон)                    |                      | 7 ед. ПЛАРБ (типа «Огайо»)         |

## Десантные силы
1-е экспедиционное соединение морской пехоты
- 1-я дивизия морской пехоты («Кэмп-Пендлтон» (Калифорния))
- 3-е авиационное крыло морской пехоты (военный аэродром КМП «Мирамар» (Калифорния))

3-е экспедиционное соединение морской пехоты, «Кэмп-Смедли» и КМП «Кэмп-Кортни»
- 3-я дивизия морской пехоты («Кэмп-Кортни» (Окинава, Япония))
- 1-е авиационное крыло морской пехоты (1 акмп) (военный аэродром КМП «Кэмп-Фостер» (Окинава, Япония))

### Органы управления группировок передового базирования ВМС на Тихом океане

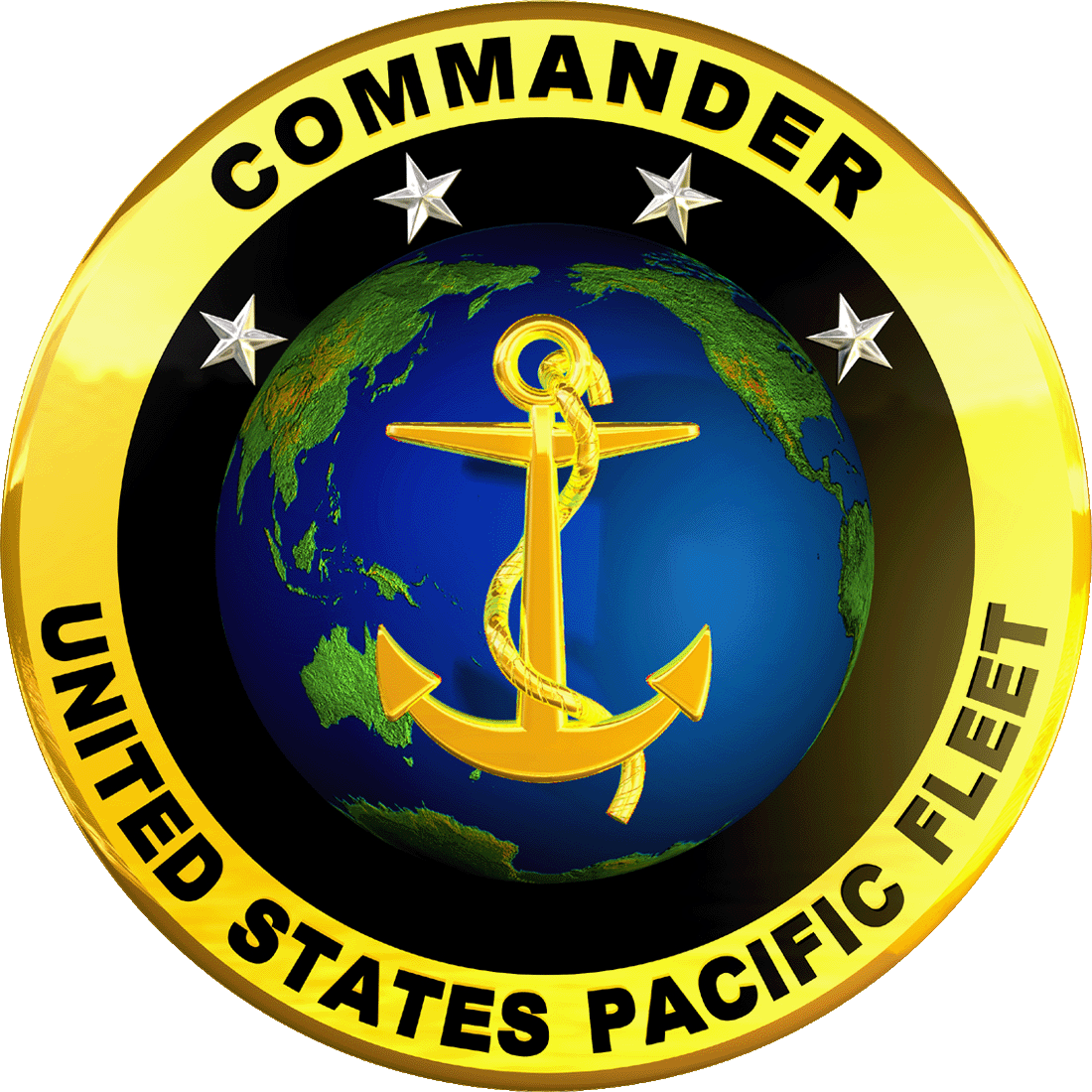
Эмблема командующего Тихоокеанским флотом США

3-й ОФ
5-й ОФ
7-й ОФ